# 數位標牌

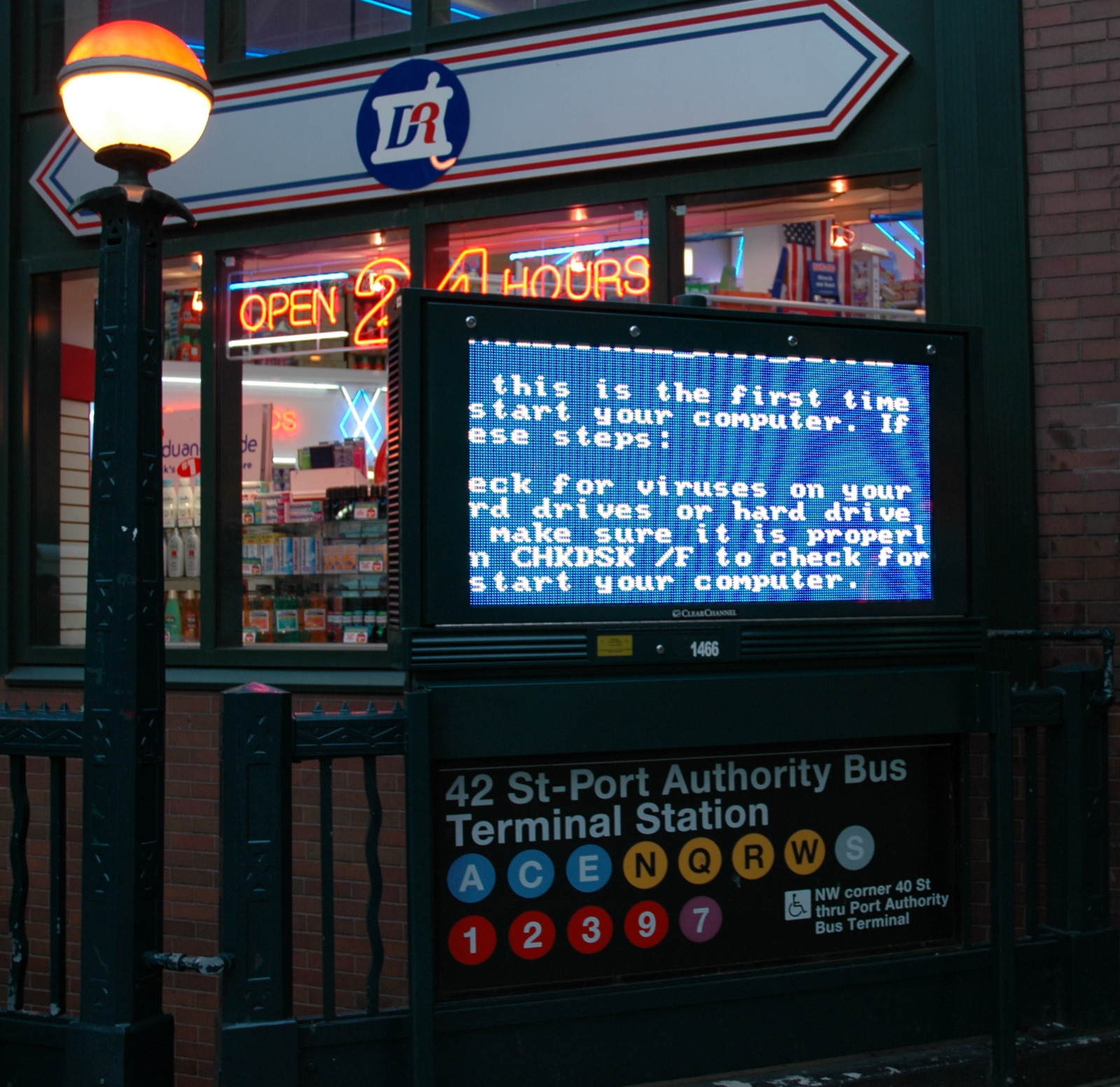

數位標牌，又名数字告示板，是一种全新的显示器管理设备，用来播放各种信息，广告和其他内容等。数字标牌载体如LCD、LED、等离子显示器或投影仪等都可以用在公共或私人场所，如零售店或公司大楼内。

## 相關媒體
DOOH意指住家以外的數位媒體，通常利用數位電子看板提供訊息內容的呈現與溝通。提供DOOH媒體服務的公司，有專門經營知名品牌通路電視媒體的，有專門經營百貨美食街電子看板的，專門經營大樓電梯看板的，另外還有專門經營大型LED電視看板的聯誠發媒體。